# Horní Nětčice
Horní Nětčice (in tedesco Ober Nietschitz) è un comune della Repubblica Ceca facente parte del distretto di Přerov, nella regione di Olomouc.